# Letmathe
Letmathe [ˈlɛtmaːtə, regional auch ˈlæpmatə] ist ein Stadtteil von Iserlohn in Nordrhein-Westfalen. Die Stadt Iserlohn liegt im Nordwesten des Sauerlands und gehört zum Märkischen Kreis.

## Geographie

### Räumliche Lage
Letmathe liegt im unteren Lennetal in einem von Massenkalk durchzogenen Gebirge. Der tiefste Punkt ist die Lenne an der Stadtgrenze zu Hagen-Hohenlimburg, die höchste Erhebung erreicht der Hilkenhohl mit 441 Metern bei Lössel.

### Gliederung
Unterteilt in die zwölf (ehemaligen) Stadtteile
- Letmathe, Stübbeken, Genna
- Oestrich, (Unter-)Grüne, Lasbeck, Stenglingsen, Dröschede, Grürmannsheide
- Lössel, Roden, Pillingsen.

## Geschichte
Erstmals urkundlich erwähnt wird Letmathe in einem Güterverzeichnis des Klosters Werden aus dem Jahre 1036. Obwohl diese Urkunde inzwischen als Fälschung entlarvt wurde, gilt der Inhalt dennoch als echt, zumal Genna schon 980 erwähnt wurde. Genna bedeutet „Jenseits des Wassers“, und wo es ein Jenseits gibt, muss es auch ein Diesseits geben (nämlich Letmathe).
Frühestens im 8. Jahrhundert, aber sicher im 9. und 10. Jahrhundert stand auf Oestricher Burgberg eine (Wall-)Burg. 1220 wird der Ortsteil Grüne erstmals erwähnt. Der Hof auf dem Honsel wird 1395 erwähnt. 1573 ist der Ort Letmathe im Atlas von Christian Sgrothen eingezeichnet.
Bis ins späte 14. Jahrhundert regierten die Herren von Letmathe auf Haus Letmathe. Danach folgten verschiedene Herren, u. a. im späten 16. Jahrhundert die Familie von Brabeck aus Kirchhellen bei Bottrop. 1812 wurde der Unternehmer Friedrich Wilhelm Ebbinghaus Herr von Haus Letmathe. Er errichtete 1818 an der Lenne eine Papiermühle, die im 19. Jahrhundert zu den größten Papiermühlen in Deutschland gehörte.
Neben der Eröffnung der ersten befestigten Chaussee nach Iserlohn 1813 trug die Errichtung der Bahnstrecke Hagen–Siegen zum enormen wirtschaftlichen Aufschwung im 19. Jahrhundert bei. Letmathe erhielt 1859 seinen Bahnhof am südlichen Lenneufer.
1816 kam Letmathe mit Oestrich, (Hohen-)Limburg, Elsey und Reh zum neuen Amt Limburg. 1903 schieden im Zusammenhang mit der Eingemeindung von Elsey nach Hohenlimburg die Gemeinden Letmathe und Oestrich aus dem Amtsverband aus und bildeten das Amt Letmathe-Oestrich. Die St. Kilian-Kirche wurde in der Zeit zwischen 1914 und 1917 von dem Dombaumeister Joseph Buchkremer errichtet. 1921 bildete die Gemeinde Oestrich zusammen mit der Gemeinde Lössel das Amt Oestrich, und Letmathe wurde eigenständig. Am 15. Dezember 1935 erhielt Letmathe die Stadtrechte.
Anfang der 1930er wurde die 15 Morgen große „Klusenwiese“ in einen Park umgestaltet und 1934 eröffnet. Anfangs „Schlageterpark“ genannt, heißt der Park seit 1945 „Volksgarten“.
Der Zweite Weltkrieg endete für die Stadt am 16. April 1945 mit der Kapitulation der dortigen deutschen Truppen. Seit dem 30. Mai 2015 erinnert die Plastik Friedensstele 70 Jahre Frieden in Letmathe seit dem 16. April 1945 an dieses Ereignis.
Das erste Letmather Altenheim entstand 1946 in der Villa des Unternehmers Wilhelm Ebbinghaus an der Oeger Straße.
1954 beschlossen die Gemeinden Oestrich und Lössel, mit der Stadt Letmathe eine neue Stadt Letmathe zu bilden. Doch erst am 1. Oktober 1956 wurde die neue Stadt Letmathe gegründet, allerdings musste die Gemeinde Oestrich große Teile an Iserlohn abtreten. Im Jahr 1975 wurde Letmathe ein Stadtteil von Iserlohn. Im Rahmen der Neugliederung der Gemeinden und Kreise des Neugliederungsraumes Sauerland/Paderborn wurden Iserlohn, Letmathe, Hennen, Kesbern und Sümmern zur neuen Stadt Iserlohn zusammengeschlossen.
Ende der 1960er und Anfang der 1970er Jahre wurde am Nordrand Letmathes die A 46 gebaut und 1974 eröffnet. Das beim Bau angefallene Erdreich (1,3 Mio. m³) wurde entlang der Lenne aufgeschüttet und die Straße Lennedamm bis 1976 als Umgehungsstraße gebaut. In den folgenden Jahren wurde der untere Teil der Hagener Straße als Einkaufsstraße zu einem verkehrsberuhigten Bereich ausgebaut.

### Religionen

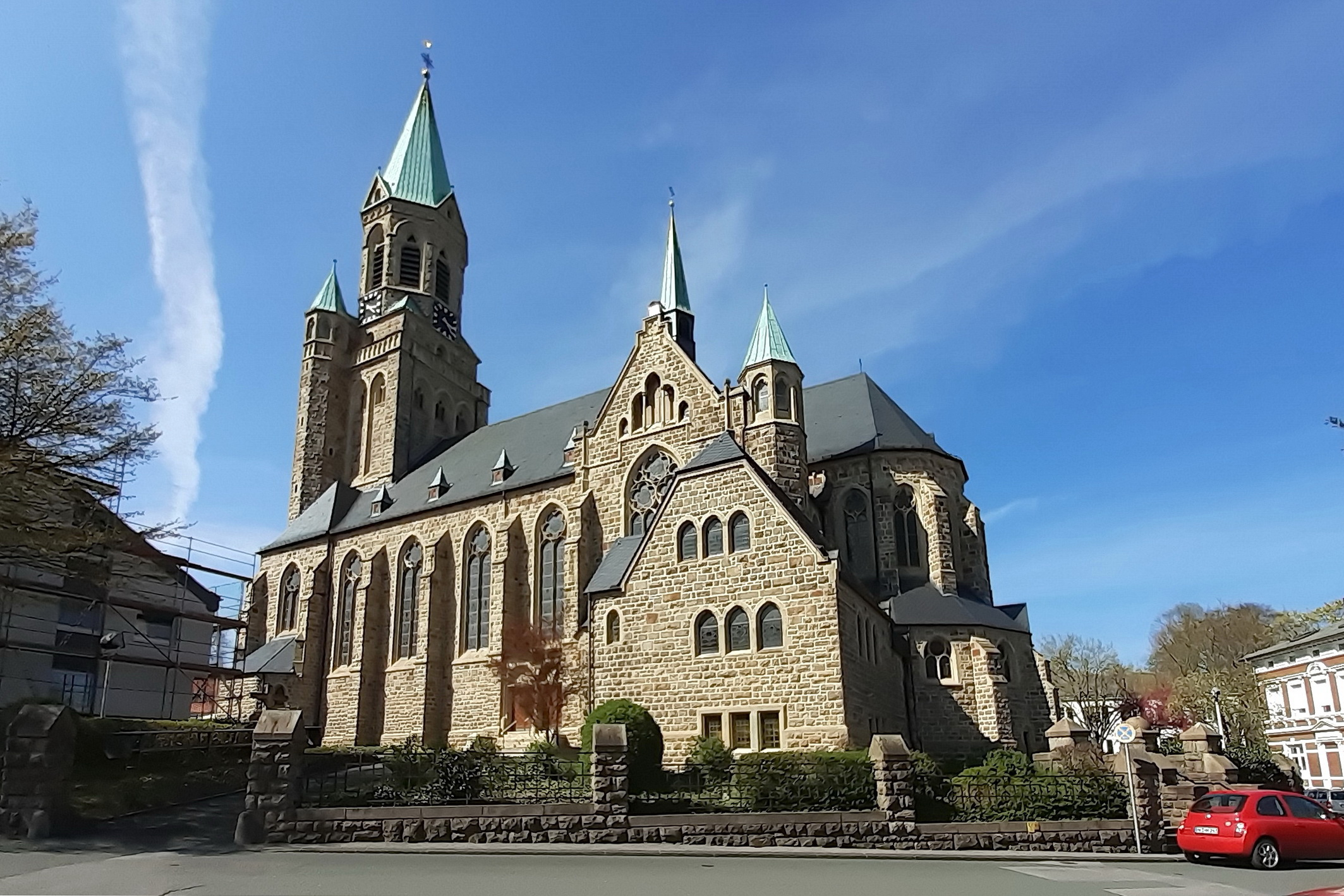
„Lenne-Dom“ St. Kilian

Durch den starken Einsatz der Adelsfamilie von Brabeck, die zur Zeit der Reformation Herren auf Haus Letmathe waren, ist Letmathe als einzige Gemeinde in der Grafschaft Limburg und als eine der wenigen Gemeinden im weiten Umland mehrheitlich katholisch geblieben. Letmathe hatte inzwischen im Bistum Paderborn so an Bedeutung gewonnen, dass bei der Teilung des großen Dekanats Iserlohn 1922 Letmathe Sitz eines neuen Dekanats mit den Gemeinden Altena, Hohenlimburg, Letmathe, Lüdenscheid Stadt und Land, Nachrodt, Oestrich, Plettenberg Stadt und Land und Werdohl wurde. Heute gehört die katholische Gemeinde zum Dekanat Märkisches Sauerland.
Erst Ende des 19. Jahrhunderts kamen im Zuge der Industrialisierung viele evangelische Bürger nach Letmathe. Seit 1845 wurden die Letmather Evangelischen zur Kirchengemeinde Oestrich gezählt, erst 1877 konnte eine eigene Gemeinde in Letmathe gegründet werden. Die Bevölkerung blieb aber mehrheitlich katholisch, bis nach dem Zweiten Weltkrieg etwa 6000 Vertriebene aus den ehemaligen Ostgebieten – überwiegend evangelischen Glaubens – nach Letmathe zogen.
Heute ist das Verhältnis zwischen den Glaubensrichtungen ausgeglichen.
Seit 2004/05 ist eine Gemeindearbeit einer evangelisch-freikirchlichen Gemeinde entstanden. Im Stadtteil Genna existiert eine Moschee der türkisch-islamischen DİTİB.

### Gebietsreformen
- 1. Dezember 1890 – Die Gebiete westlich des Grüner Bachs werden nach Iserlohn umgegliedert.
- 16. Juni 1933 – Der Nußberg und der nördliche Dördel kommen zur kreisfreien Stadt Iserlohn.
- 1. Januar 1941 – Kuhlo und das westliche Dröscheder Feld werden an die Nachbarstadt Iserlohn abgetreten.
- 1. Oktober 1956 – Oestrich (ohne Iserlohner Heide, Gerlingsen, Hombruch) und Lössel kommt zu Letmathe. Die Iserlohner Heide, Gerlingsen und Hombruch werden von Oestrich nach Iserlohn umgegliedert.[2]
- 1. April 1971 – Das Waldgebiet nördlich von Hombruch und östlich des Refflingser Bachs sowie ein Flurstück im Bereich „Vor'm Heu“ werden Iserlohn zugesprochen.[6]
- 1. Januar 1975 – Letmathe wird ein Stadtteil von Iserlohn.[6]

### Einwohnerentwicklung
| Datum                      | Einwohner |
| -------------------------- | --------- |
| 1806                       | 00.664    |
| 1903 Amt Letmathe-Oestrich | 10.857    |
| 1913 Amt Letmathe-Oestrich | 14.514    |
| 1933                       | 08.500    |
| 1956                       | a23.835 a |
| 1957                       | 24.221    |
| 1961                       | 24.918    |
| 1968                       | 27.307    |
| 1970                       | 26.456    |
| 1971                       | 28.836    |
| 1974                       | 28.882    |

| Datum | Einwohner |
| ----- | --------- |
| 2003  | b27.815 b |
| 2009  | 26.678    |
| 2010  | 26.488    |
| 2011  | 26.349    |
| 2012  | 26.045    |
| 2013  | 25.782    |
| 2014  | 25.543    |
| 2016  | 25.524    |
| 2017  | 25.387    |
| 2018  | 25.286    |
| 2019  | 25.240    |
| 2020  | 25.084    |
| 2021  | 24.935    |
| 2024  | 24.983    |

## Politik

### Wappen

Wappen Letmathe

Das Wappen der ehemaligen Stadt geht zurück auf das Wappen der Herren von Letmathe und wurde 1936 anlässlich der Verleihung der Stadtrechte als Wappen bestätigt.
Wappenbeschreibung: In silbernem, mit Hermelin belegten Schilde ein dreireihig rot-golden geschachter Balken, darüber wachsend ein roter Löwe. Es handelt sich um den Löwen der Grafschaft Limburg und gibt die frühere Zugehörigkeit Letmathes zu Limburg an. Im mittleren Feld verläuft ein rot-gelb geschachter Balken (3:8), das Zeichen der Grafschaft Mark, die Lehnsrechte in Letmathe hatte.
Die Hermelinschwänze werden auch Kaulquappen oder Külinge genannt. Die Külinge sind das Familienzeichen einer Linie derer von Letmathe (Letmathe-Küling).

### Städtepartnerschaft
Seit 1966 besteht eine Städtepartnerschaft mit der französischen Stadt Auchel. Unter anderem findet seit den 1970er Jahren ein regelmäßiger Schüleraustausch zwischen den deutschen und französischen Schulen statt. Seit der Eingliederung Letmathes nach Iserlohn 1975 wird die Städtepartnerschaft von der Stadt Iserlohn fortgeführt.

## Kultur und Sehenswürdigkeiten

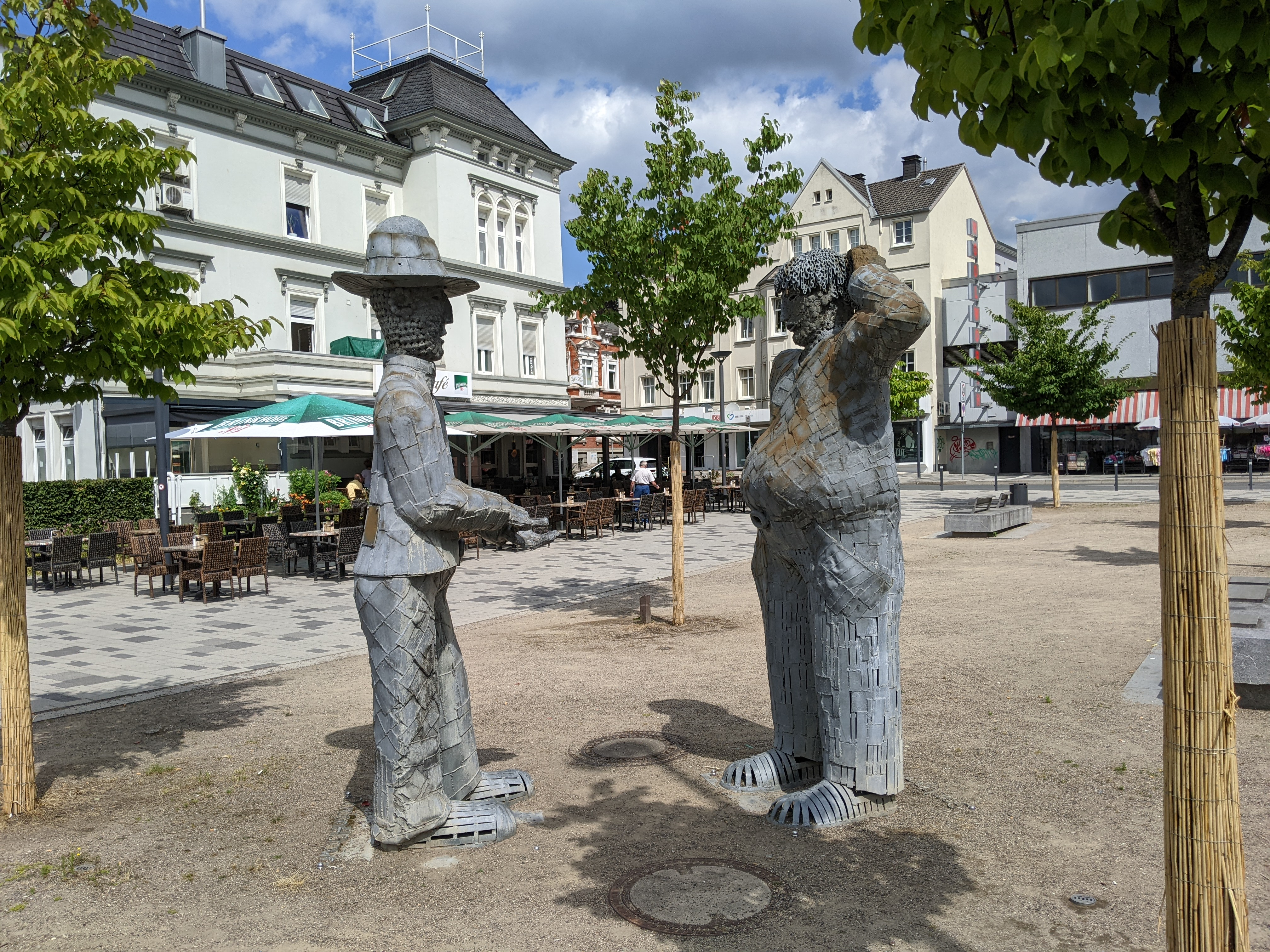
Skulpturen Brückenzoll von Gordon Brown in Letmathe

### Museen
- Städtisches Museum im Haus Letmathe
- Deutsches Höhlenmuseum Iserlohn
- Ostdeutsche Heimatstuben und Heimatmuseum Ohlau

### Besondere Sehenswürdigkeiten
- Dechenhöhle

### Bauwerke
- Das Haus Letmathe ist ein altes Herrenhaus, in dem – nebst anderen Besitzern – die Herren derer von Letmathe und von Brabeck residierten. Heute ist das Gebäude im Eigentum der Stadt Iserlohn.
- Markantestes Gebäude ist die auch „Lennedom“ genannte Pfarrkirche St. Kilian, eine 1917 geweihte neugotische Hallenkirche.
- Das Letmather Rathaus wurde 1903/1904 mit neugotischen und Jugendstilelementen erbaut und war anfangs das Amtshaus des Amtes Letmathe-Oestrich. Ab 1936 war es dann das Rathaus der Stadt Letmathe.
- Erwähnenswert sind weiterhin einige Straßenzüge in Letmathe und Oestrich u. a. mit alten Fachwerkhäusern: Bachstraße in Letmathe und Kirchstraße in Oestrich.
- Auf dem nordwestlich von Letmathe gelegenen 291,7 m[21] hohen Humpfert steht seit 1908 der Humpfertturm, ein 10 m hoher, seit 1941 auch Carl-Hassel-Turm genannter Aussichtsturm.[22]

### Regelmäßige Veranstaltungen

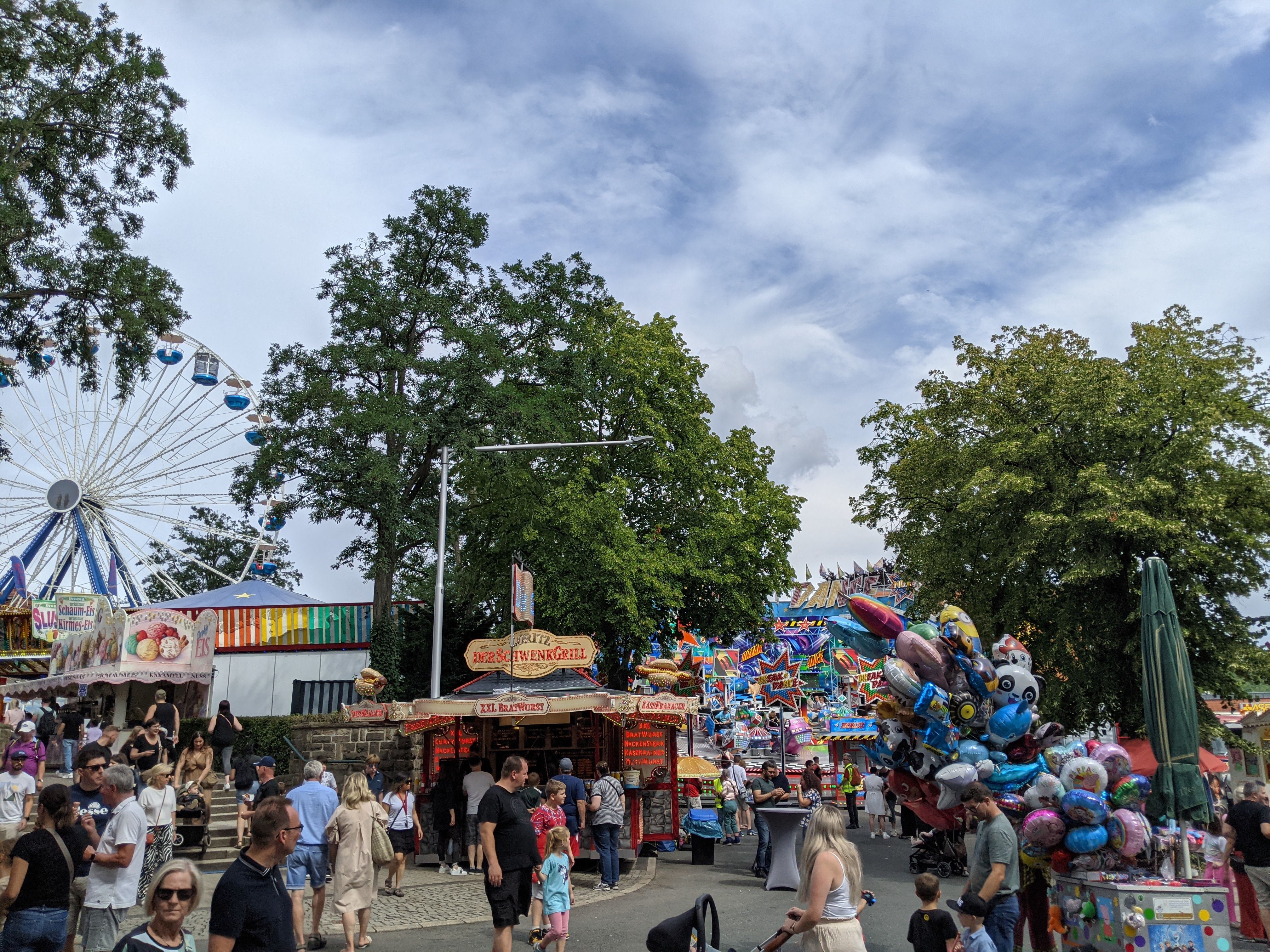
Kiliankirmes 2025

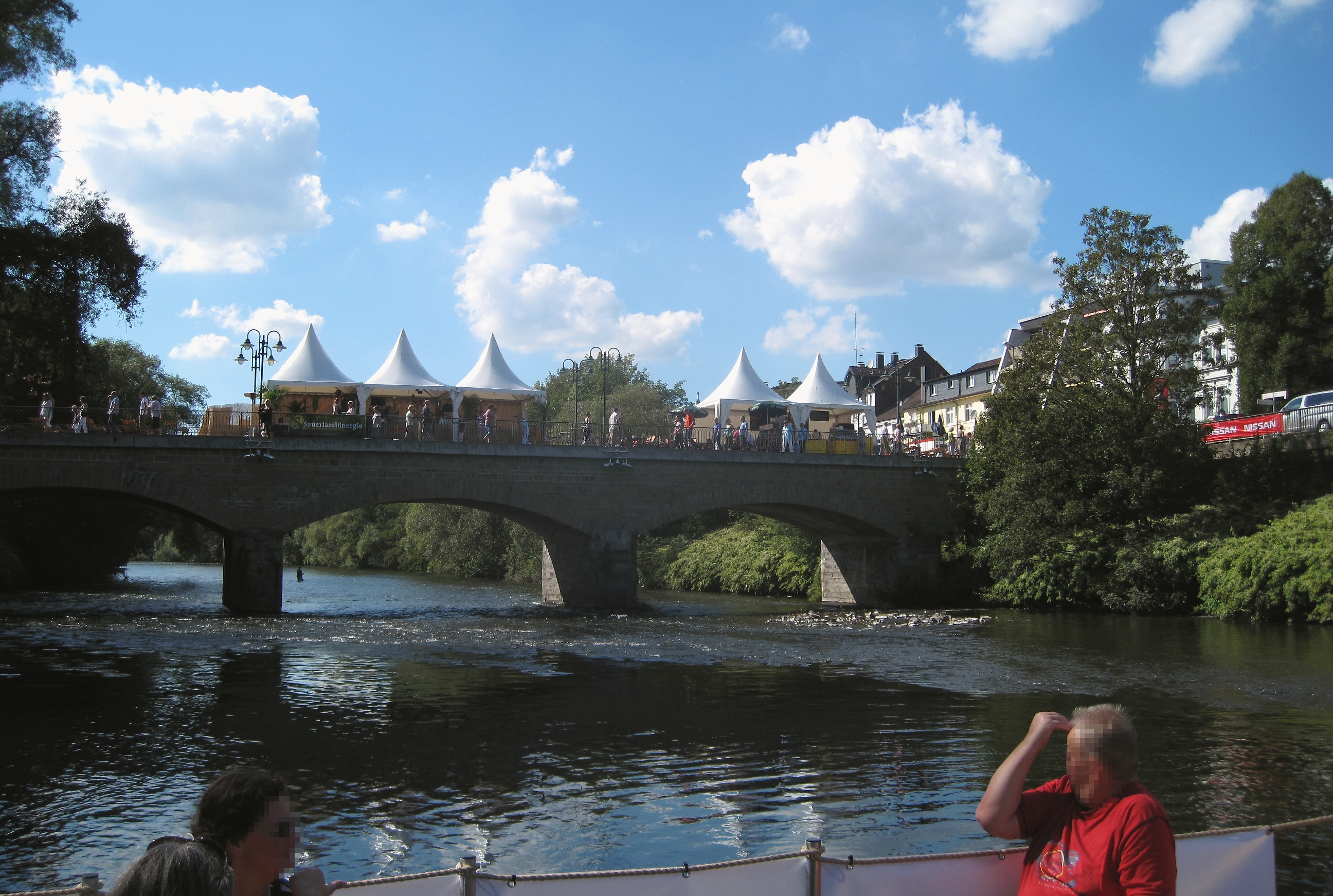
Brückenfest 2011

Die Kiliankirmes findet in jedem Jahr am dritten Wochenende im Juli statt. Sie geht auf das Patronatsfest des Heiligen Kilian zurück und wurde 2006 zum 555. Mal gefeiert. Die Kirmes wird traditionell am Freitagnachmittag durch den Bürgermeister der Stadt Iserlohn eröffnet und von Bürgern aus nah und fern besucht. Am Montagabend bildet stets ein Feuerwerk den Abschluss. Eine Besonderheit ist, dass die Stadt Iserlohn unmittelbarer Veranstalter der Kirmes ist. Nicht zuletzt daher treffen sich traditionell am Montag Vertreter der Stadtverwaltung und der lokalen Politik mit Bürgern im Kirmesfestzelt zum Frühschoppen.
Nach der Restaurierung der zum Letmather Bahnhof führenden alten Lennebrücke wurde 2002 erstmals das Brückenfest veranstaltet. Das seither jährlich Anfang September stattfindende Fest zieht auch Besucher aus umliegenden Städten an. Zum Programm gehören eine Gourmet-Meile, ein Autosalon, zwei Bühnen mit Live-Bands, diverse Fahrgeschäfte, ein Trödelmarkt, Show-Übung der Freiwilligen Feuerwehr und als Höhepunkt ein Abschlussfeuerwerk.
Auch das Lichterfest im Volksgarten gehört schon zu einem festen Bestandteil des Stadtteils. Mit Kerzen können Bilder auf die Wiesen gelegt werden. Der Park ist mit verschiedenfarbigen Lampen und Fackeln beleuchtet und es gibt ein Abschlussfeuerwerk.
An zwei Wochenenden im Dezember besteht die Gelegenheit, den Weihnachtsmarkt im Park von Haus Letmathe zu besuchen.

## Verkehr

### Straßenverkehr
- BAB 46 Hagen–Iserlohn
- ehemals B 7, heute Landesstraße L 743
- B 236

### Zugverkehr

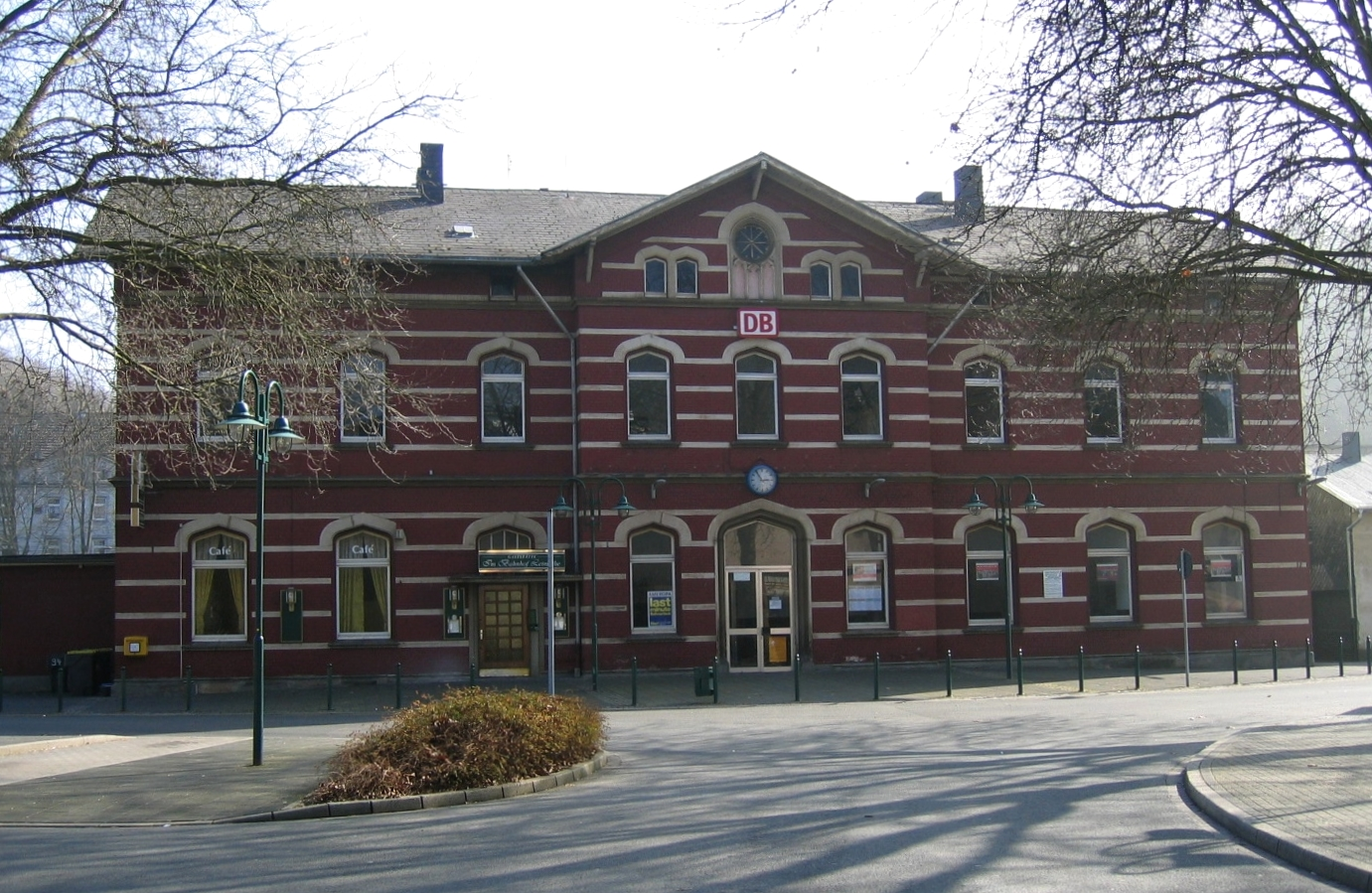
Bahnhof Iserlohn-Letmathe im Stadtteil Genna

Der Bahnhof Iserlohn-Letmathe liegt an der Ruhr-Sieg-Strecke (Hagen–Siegen) und der Bahnstrecke Letmathe–Iserlohn. Die Linien RE 16 Essen–Hagen–Iserlohn und RB 91 Hagen–Iserlohn/Siegen bedienen Iserlohn jeweils im Stundentakt, die sich zwischen Hagen und Iserlohn ungefähr zu einem Halbstundentakt überlagern. Die Züge der Linie RB 91 aus Siegen und Iserlohn werden in Iserlohn-Letmathe vereinigt und fahren zusammen weiter. Umgekehrt erfolgt aus Hagen kommend eine Teilung in Iserlohn-Letmathe. Über Iserlohn-Letmathe verkehren außerdem die Linien RE 34 Dortmund–Siegen und IC 34 Dortmund–Siegen–Frankfurt jeweils im Zweistundentakt.
In der Vergangenheit hielten in Letmathe Fernzüge mit den Zielen Frankfurt am Main und Norddeich Mole mit Kurswagen von und nach Hagen. Nachdem einige Zeit keine Fernzüge in Letmathe hielten, ist der Ort seit Dezember 2021 wieder an das Fernverkehrsnetz der deutschen Bahn angeschlossen.
Seit Juli 2012 gibt es im Bahnhofsgebäude keinen Fahrkartenverkauf mehr, zumal die Betreibergesellschaft Abellio einen Fahrkartenverkauf im Zug anbietet. Von 2013 bis 2015 wurde das Gebäude saniert, um danach ein Wohnprojekt für behinderte Menschen einzurichten. Die Iserlohner Werkstätten betreiben unter dem Namen Bahnsteig 42 seit April 2015 im Bahnhof ein Café und einen Kiosk, in denen Behinderte und Nichtbehinderte arbeiten, sowie eine Zeitungsredaktion (caput); darüber hinaus finden dort Kulturveranstaltungen statt.

### Busverkehr
Der Busverkehr wird durch die Märkische Verkehrsgesellschaft (MVG) geleistet. Buslinien bestehen nach Iserlohn-Zentrum (Linien S1, 1, 15, 16), Hemer (Linie 1), Altena und Lüdenscheid (Linien S1, 37), Hohenlimburg (Linien 1, 9) und Schwerte (Linie 5). Innerorts verkehren die Linien 6 und 8 sowie Schulbusse.
Ein Betriebshof der MVG war bis 2006 in der Untergrüne. Der Betriebshof wurde ursprünglich von der Iserlohner Kreisbahn (Straßenbahn) errichtet.

### Radverkehr
Entlang der Lenne verläuft die regionale Lenneroute von Winterberg über Altena nach Hagen sowie von Hagen Richtung Iserlohn der Ruhr-Lenne-Achter. Seit 2014 wurden entlang der Lenne mehrere neue Radwegabschnitte abseits des Straßenverkehrs gebaut. Die Radwege sind durchgängig von Stenglingsen bis Auf der Insel, wobei die 2015/2016 gebaute Lennepromenade für den Radverkehr freigegeben, aber (noch) nicht im Radverkehrsnetz beschildert ist. Weitere separate Abschnitte von Auf der Insel bis Hohenlimburg sowie im Bereich Stenglingsen sind geplant.
Im Radverkehrsnetz sind Routen über Straßen durch die Untergrüne Richtung Iserlohn (Ruhr-Lenne-Achter) und durch die Innenstadt Letmathe beschildert. Weitere Routen sind im Radverkehrskonzept der Stadt Iserlohn vorgesehen, insbesondere durch das Nordfeld sowie über die Berliner Allee nach Oestrich und Dröschede.

## Persönlichkeiten

### Ehrenbürger
- Julius von den Kuhlen (1848–1937), Pfarrer
- Karl Heimann (1873–1955), Ehrendechant
- Richard Heetmann (1881–1972), Hauptlehrer

### Söhne und Töchter von Letmathe

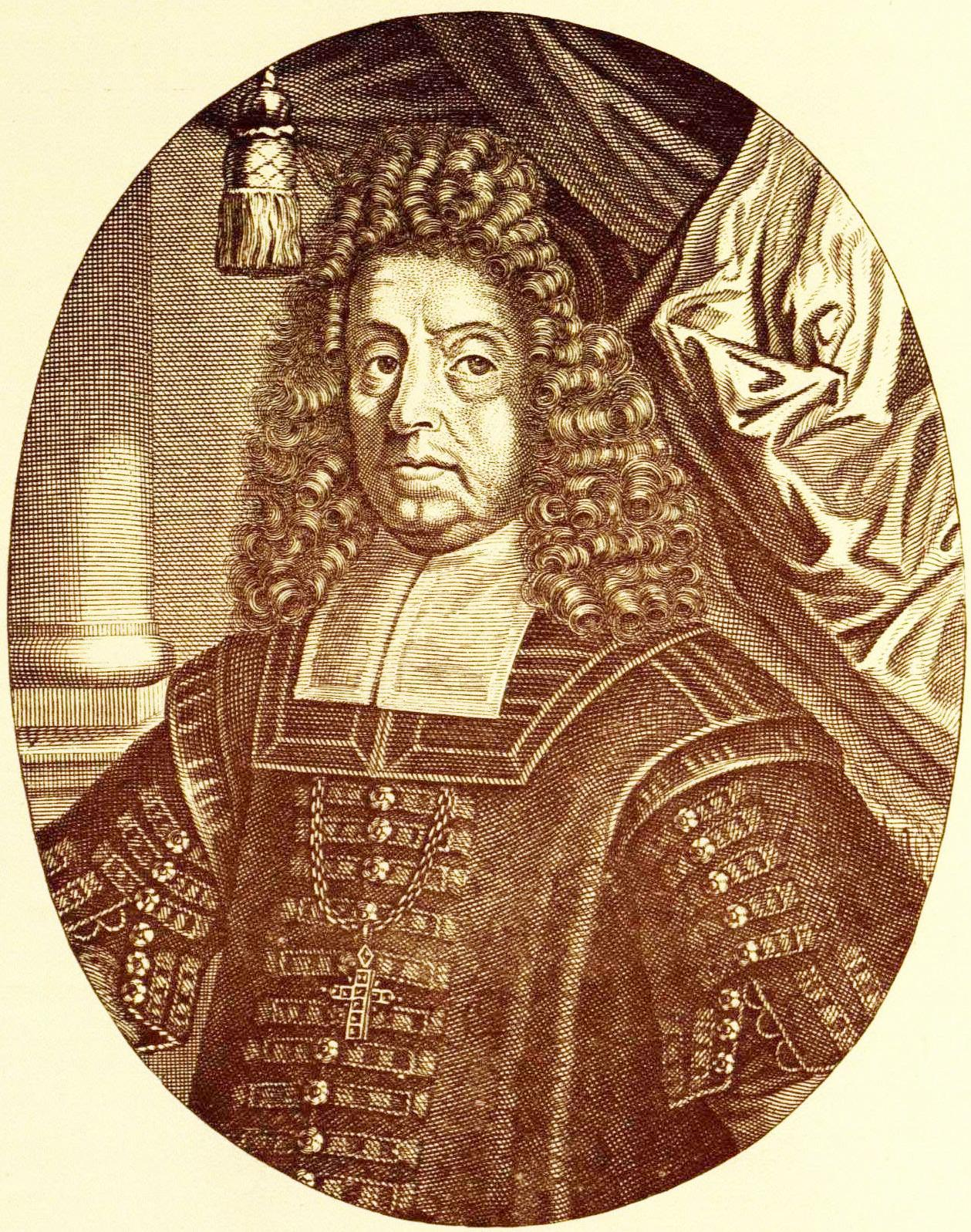
Jobst Edmund von Brabeck

- Jobst Edmund von Brabeck (1619–1702), Fürstbischof von Hildesheim
- Norbert Ley (1903–1983), Volkswirt und Landesplaner
- Willy Haarmann (1912–1990), Politiker (CDU) und Bürgermeister von Letmathe
- Franz Pöggeler (1926–2009), Professor der Pädagogik mit dem Schwerpunkt in Erwachsenenpädagogik
- Horst Westkämper (* 1936), Politiker und MdL (CDU)
- Friedhelm Jürgensmeier (* 1936), katholischer Theologe und Kirchenhistoriker
- Ursula Reinhardt-Kiss (* 1938), Opernsängerin mit der Stimmlage Koloratursopran
- Reiner Hänsch (* 1952), Musikproduzent, Komponist, Texter und Buchautor
- Edmund Arens (* 1953), katholischer Theologe
- Dagmar Freitag (* 1953), Politikerin und MdB (SPD)
- Michael Scheffler (* 1954), Politiker und MdL (SPD), stellvertretender Bürgermeister 1984–1989 und seit 1994
- Tom Redecker (* 1958), Musiker, Produzent und Verleger
- Roland Wanek (* 1959), Bergrennfahrer, Europa-Bergmeister 2010
- Matthias Bahr (* 1960), römisch-katholischer Theologe und Hochschullehrer
- Uta Hohn (* 1960), Geographin
- Karsten Oelze (1962–2016), Sportkletterer und Kletterbuchautor
- Thomas Wrede (* 1963), Fotograf
- Carsten Breuer (* 1964), General der Bundeswehr
- Sabine Lackner (* 1967), Präsidentin der Bundesanstalt Technisches Hilfswerk
- Dieter Wrobel (* 1968), Germanist

### Personen, die vor Ort gewirkt haben
- August Overweg (1836–1909), Landeshauptmann der Provinz Westfalen
- Carl Overweg (1805–1876), Politiker und Industrieller
- Familie Brabeck

## Sportvereine
- ASSV Letmathe
- Letmather Turnverein 1877
- TTV Letmathe 1954
- Tennisclub Letmathe
- DLRG-Ortsgruppe Letmathe
- SV Albatros Letmathe 96 e. V.